# Persone di nome Omar/Calciatori
| Questa pagina contiene informazioni ricavate automaticamente dalle voci biografiche con l'ausilio del template Bio e di un bot. L'aggiornamento è periodico e automatico e ricostruisce completamente la pagina. Se manca una persona in questa lista, sei pregato di non aggiungerla, ma accertati piuttosto che la sua voce biografica contenga il template Bio e che i dati anagrafici siano correttamente compilati. Se il template Bio manca, inseriscilo tu stesso o, in alternativa, metti l'avviso {{tmp\|Bio}} che ne segnala la mancanza. Se i dati riportati sono sbagliati, correggi direttamente la voce biografica; le modifiche saranno visibili in questa lista entro pochi giorni. Per chiarimenti vedi il progetto antroponimi. La lista contiene solo le 85 persone che sono citate nell'enciclopedia e per le quali è stato implementato correttamente il template Bio. Pagina aggiornata al 6 ago 2025. |

Questa è una lista di persone presenti nell'enciclopedia che hanno il nome Omar e sono calciatori.

## A(9)
- Omar Kamal, calciatore egiziano (Il Cairo, n. 1993)
- Omar Abreo, calciatore uruguaiano (n. 1928)
- Omar Abdulrahman, calciatore saudita (Riad, n. 1991)
- Omar Al Soma, calciatore siriano (Deir ez-Zor, n. 1989)
- Omar Al-Ghamdi, ex calciatore saudita (La Mecca, n. 1979)
- Omar Midani, calciatore siriano (Damasco, n. 1994)
- Omar Alderete, calciatore paraguaiano (Asunción, n. 1996)
- Omar Arellano Nuño, ex calciatore messicano (Tampico, n. 1967)
- Omar Arellano, calciatore messicano (Guadalajara, n. 1987)

## B(8)
- Omar Beckles, calciatore grenadino (Leytonstone, n. 1991)
- Omar Belatoui, ex calciatore algerino (Orano, n. 1969)
- Omar Charif Belbey, ex calciatore francese (Rouen, n. 1973)
- Omar Berdiýew, calciatore turkmeno (n. 1979 - † 2023)
- Omar Bogle, calciatore inglese (Birmingham, n. 1992)
- Omar Bravo, ex calciatore messicano (Los Mochis, n. 1980)
- Omar Browne, calciatore panamense (Panama, n. 1994)
- Omar Bugiel, calciatore tedesco (Berlino, n. 1994)

## C(6)
- Omar Caetano, calciatore uruguaiano (Montevideo, n. 1938 - Montevideo, † 2008)
- Omar Campos, calciatore messicano (Città del Messico, n. 2002)
- Omar Charef, calciatore marocchino (n. 1981)
- Omar Colley, calciatore gambiano (Banjul, n. 1992)
- Omar Correa, ex calciatore uruguaiano (Canelones, n. 1953)
- Omar Cummings, ex calciatore giamaicano (Old Harbour, n. 1982)

## D(6)
- Omar Da Fonseca, ex calciatore argentino (Buenos Aires, n. 1959)
- Omar Daley, ex calciatore giamaicano (Kingston, n. 1981)
- Omar Daoud, calciatore libico (Massa, n. 1983 - Cirene, † 2018)
- Omar Devanni, ex calciatore argentino (Córdoba, n. 1940)
- Omar Diallo, ex calciatore senegalese (Dakar, n. 1972)
- Dossa Júnior, ex calciatore portoghese (Lisbona, n. 1986)

## E(7)
- Omar Eddahri, ex calciatore svedese (Stoccolma, n. 1990)
- Omar El Hilali, calciatore marocchino (L'Hospitalet de Llobregat, n. 2003)
- Omar El Kaddouri, calciatore marocchino (Bruxelles, n. 1990)
- Omar El Sawy, calciatore rumeno (Târgu Mureș, n. 2004)
- Omar Elabdellaoui, ex calciatore norvegese (Oslo, n. 1991)
- Omar Er Rafik, ex calciatore francese (Val-de-Meuse, n. 1986)
- Omar Esparza, ex calciatore messicano (Guadalajara, n. 1988)

## F(3)
- Omar Faraj, calciatore palestinese (Stoccolma, n. 2002)
- Omar Fayed, calciatore egiziano (al-Manufiyya, n. 2003)
- Omar Fernández, calciatore colombiano (Zipaquirá, n. 1993)

## G(6)
- Omar Gaber, calciatore egiziano (Il Cairo, n. 1992)
- Omar Gamal, ex calciatore egiziano (Minya, n. 1982)
- Omar García, ex calciatore argentino (Guaminí, n. 1937)
- Omar Gaye, calciatore gambiano (Banjul, n. 1998)
- Omar Gonzalez, calciatore statunitense (Dallas, n. 1988)
- Omar Govea, calciatore messicano (San Luis Potosí, n. 1996)

## H(2)
- Omar Hawsawi, ex calciatore saudita (Gedda, n. 1985)
- Omar Holness, calciatore giamaicano (Kingston, n. 1994)

## I(3)
- Omar Imeri, calciatore macedone (Skopje, n. 1999)
- Omar Islas, calciatore messicano (Naucalpan de Juárez, n. 1996)
- Omar Hani, calciatore giordano (Zarqa, n. 1999)

## J(3)
- Omar Jagne, ex calciatore gambiano (Bakau, n. 1992)
- Omar Jawo, ex calciatore svedese (Banjul, n. 1981)
- Omar Jorge, ex calciatore argentino (n. 1956)

## K(5)
- Omar Kavak, calciatore olandese (Enschede, n. 1988)
- Omar Marmoush, calciatore egiziano (Il Cairo, n. 1999)
- Omar Kharbin, calciatore siriano (Damasco, n. 1994)
- Omar Koroma, ex calciatore gambiano (Banjul, n. 1989)
- Omar Kossoko, ex calciatore francese (Mantes-la-Jolie, n. 1988)

## L(1)
- Omar Larrosa, ex calciatore argentino (Lanús, n. 1947)

## M(8)
- Omar Mascarell, calciatore spagnolo (Santa Cruz de Tenerife, n. 1993)
- Omar Mendoza, calciatore messicano (Atizapán, n. 1988)
- Omar Merlo, ex calciatore argentino (Santa Fe, n. 1987)
- Omar Mohamed, ex calciatore somalo (Mogadiscio, n. 1996)
- Omar Moussa, calciatore burundese (Bujumbura, n. 1997)
- Omar Jumaa, calciatore emiratino (Dubai, n. 1995)
- Omar Mussa, calciatore belga (n. 2000)
- Omar Pedro Méndez, ex calciatore uruguaiano (n. 1934)

## N(1)
- Omar Ngandu, calciatore burundese (n. 1996)

## O(1)
- Omar Ortiz, ex calciatore messicano (Monterrey, n. 1976)

## P(4)
- Omar Pivaral, ex calciatore guatemalteco (n. 1975)
- Omar Pouso, ex calciatore uruguaiano (Montevideo, n. 1980)
- Omar Sebastián Pérez, ex calciatore argentino (Santiago del Estero, n. 1981)
- Omar Pérez, calciatore uruguaiano

## R(2)
- Omar Rekik, calciatore tunisino (Helmond, n. 2001)
- Omar Richards, calciatore inglese (Lewisham, n. 1998)

## S(2)
- Omar Sahnoun, calciatore francese (Guerrouma, n. 1955 - Bordeaux, † 1980)
- Omar Santana, calciatore spagnolo (Las Palmas de Gran Canaria, n. 1991)

## T(4)
- Omar Tejera, calciatore uruguaiano
- Omar Tiero, ex calciatore ivoriano
- Omar Torri, ex calciatore italiano (Trescore Balneario, n. 1982)
- Omar Haktab Traoré, calciatore tedesco (Osnabrück, n. 1998)

## V(1)
- Omar Valencia, calciatore panamense (Panama, n. 2004)

## W(2)
- Omar Wade, calciatore senegalese (Dakar, n. 1990)
- Omar Wehbe, calciatore argentino (Buenos Aires, n. 1944 - † 2019)

## Z(1)
- Omar Zarif, ex calciatore argentino (Avellaneda, n. 1978)